# Susan Bernard
Pour les articles homonymes, voir Bernard (patronyme).
Susan Bernard, née le 11 février 1948 à Los Angeles et morte le 21 juin 2019 dans la même ville, est une actrice, mannequin et femme d'affaires américaine.
Elle est également connue sous le nom de Sue Bernard, utilisé lorsqu'elle apparaît comme playmate de Playboy en décembre 1966.

## Biographie
Susan Lynn Bernard est la fille de Bruno Bernard, photographe connu pour ses photos de pin-up et photos glamour de vedettes comme Marilyn Monroe.
Elle a été « Miss Décembre 1966 » dans le magazine de charme Playboy, et a longtemps été désignée comme la première playmate juive, bien que cette qualité ait été ultérieurement revendiquée par Cindy Fuller, Miss Mai 1959. Les photos furent prises par Mario Casilli et son père, Bruno Bernard. Dans une interview, en août 1998, de la revue Femme Fatales (en), Susan a déclaré : « J'ai été la première vierge juive de moins de 18 ans qui a posé devant un sapin de Noël sur le dépliant central », précisant qu'elle n'avait jamais été nue devant quelqu'un mis à part sa mère avant de poser pour Mario Casilli, qui avait été un apprenti de son père.
Susan Bernard a écrit six livres, dont Marilyn: Intimate Exposures, Bernard Of Hollywood's Ultimate Pin-Up Book et Joyous Motherhood. Elle est présidente de la société d'édition Bernard of Hollywood/Renaissance Road Incorporated.
Son premier mari (dont elle est divorcée) était l'acteur et auteur Jason Miller ; ils ont eu un fils, l'acteur Joshua John Miller. Elle s'est ensuite remariée à un agent littéraire, Stanley Corwin, dont elle a également divorcé.
Elle décède subitement le 21 juin 2019 dans sa maison à Los Angeles, probablement d'un infarctus.

## Apparitions dans les numéros spéciaux dePlayboy
- Playboy's Playmates - The First 15 Years, 1983, page 95
- Playboy's Pocket Playmates v1n5 (1970-1965), 1995-1996, page 66
- Playboy's Book of Lingerie, mai-juin 1997, page 53
- Playboy's Celebrating Centerfolds Vol. 4, 25 janvier 2000, page 68
- Playboy's Centerfolds Of The Century, avril 2000, pages 2, 12

## Filmographie
- 1999 : The Mao Game
- 1974 : Teenager
- 1973 : The Killing Kind : Tina Moore
- 1972 : Necromancy : Nancy
- 1971 : Machismo: 40 Graves for 40 Guns : Julie
- 1971 : Ah ! Quelle famille (série télévisée) : Linda
- 1971 : The Beverly Hillbillies (série télévisée)
- 1970 : The Phynx : London Belly
- 1969 : That Tender Touch : Terry Manning
- 1969 : Room 222 (série télévisée) : Joellen
- 1969 : The Witchmaker : Felicity Johnson
- 1968-1969 : Hôpital central (série télévisée) : Beverly Cleveland Fairchild
- 1968 : Stranger in Hollywood
- 1965 : Faster, Pussycat! Kill! Kill!